# Selección de bádminton de las Islas Feroe
La selección de bádminton de las Islas Feroe representa a las Islas Feroe en las competiciones internacionales por equipos de bádminton.

## Participación

### Sudirman Cup
| Año  | Resultado     |
| ---- | ------------- |
| 2003 | 50° - Grupo 7 |